# 완함

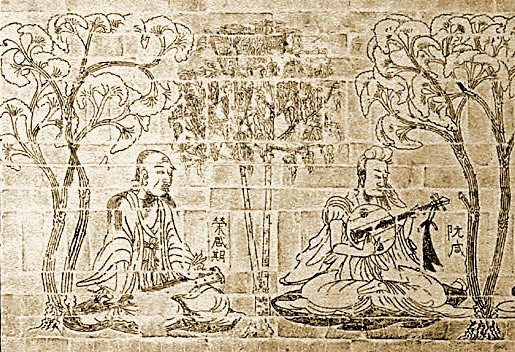
완함 (사진의 오른쪽)

완함(阮咸)은 중국 삼국 시대 위나라와 서진의 문인으로, 자는 중용(仲容)이다. 진류군(陳留郡) 위씨현(尉氏縣) 사람이다.

## 생애
죽림칠현(竹林七賢) 중 한 사람으로, 위나라의 무도태수(武都太守)였던 완희(阮熙)의 아들이자 죽림칠현의 다른 한 사람인 완적(阮籍)의 조카이다. 죽림칠현 중에서 행적에 대해 알려진 바가 가장 없으며, 《세설신어(世說新語)》나 《진서(晉書)》등 당나라나 송나라 대의 저서에서 일부 언급된 것이 전부이다. 생몰년에 대해서는 정확히 밝혀진 바 없으나, 왕융(王戎)보다는 나이가 많고 죽림칠현 중에서 두 번째로 나이가 어렸던 것으로 추정되고 있다.
술을 잘 마셨으며 종종 완적과 함께 음주를 즐겼는데, 이러한 점으로 인해 당대의 선비들에게 질시를 받았다. 이후 산도(山濤)에 의해 이부랑(吏部郞)에 추천되었으나, 다소 대충대충인 성격에 예법에 구속받지 않는 행동거지와 술을 즐기는 성격으로 인하여 무제(武帝) 사마염(司馬炎)에 의해 제지되었다. 이후 순욱(荀勗)에게 계속 배척을 받다가 결국 외지인 시평태수(始平太守)가 되었으며, 후세 사람들은 이 일화를 바탕으로 완시평(阮始平)이라는 시를 지었다. 이후 늙어 죽었다.
그는 비파를 잘 다루고 음률을 잘 이해했으며, 귀현(亀玆)을 가져와 비파로 개량했다는 설이 생겨나 이후 그 비파를 완함(阮咸)으로 불렀다.